# Cambria (Wisconsin)
Cambria è un comune degli Stati Uniti, situato in Wisconsin, nella Contea di Columbia.